# 25189 Glockner
25189 Glockner è un asteroide della fascia principale. Scoperto nel 1998, presenta un'orbita caratterizzata da un semiasse maggiore pari a 2,5236295 UA e da un'eccentricità di 0,1604499, inclinata di 1,60313° rispetto all'eclittica.